# نايف العجمي
نايف محمد حجاج العجمي داعية إسلامي وإمام وخطيب وأستاذ مساعد في كلية الشريعة في جامعة الكويت ووزير العدل ووزير الأوقاف والشؤون الإسلامية لدولة الكويت السابق بعدما استقال في 12 مايو 2014.

## المؤهلات الحاصل عليها
حاصل على شهادة البكالوريوس من كلية الشريعة بجامعة الكويت عام 1996 ودرجة الدكتوراه من قسم الشريعة بكلية دار العلوم عام 2004 في جامعة القاهرة وترأس العديد من الهيئات الشرعية في الشركات الاهلية الخاصة بالاستثمارات المالية والعقارات.